# František Kaberle
Pour les articles homonymes, voir Kaberle.
Temple de la renommée du hockey tchèque :
František Kaberle (né le 8 novembre 1973 à Kladno en Tchécoslovaquie, aujourd'hui ville de République tchèque) est un ancien joueur professionnel tchèque de hockey sur glace qui évoluait en tant que défenseur.
Il est issu d'une famille de joueurs de hockey :
- son père František senior a joué dans l'équipe de Tchécoslovaquie de hockey sur glace.
- son frère cadet Tomáš est un joueur de hockey professionnel.

## Biographie

### Carrière en club
Il commence sa carrière de joueur en 1991-1992 dans le championnat de République tchèque (Extraliga) en jouant pour le Poldi Kladno. Après quatre saisons dont une jouée avec son frère, il rejoint la Suède et l'Elitserien en jouant pour l'équipe du MODO hockey d'Örnsköldsvik.
En 1999, lors du repêchage d'entrée dans la Ligue nationale de hockey, les Kings de Los Angeles le choisissent en tant que 76e choix. Il fait ses débuts dans la Ligue internationale de hockey avant de jouer pour les Kings lors de la même saison mais il part jouer pour les Thrashers d'Atlanta avant la fin de la saison.
Il reste avec la franchise jusqu'au lock-out 2004-2005, saison pendant laquelle il retourne jouer dans son pays pour le club de Kladno.
La saison d'après, il repart jouer dans la LNH et signe avec les Hurricanes de la Caroline, franchise qui gagnera la Coupe Stanley en fin d'année. Il inscrit le but de la victoire lors du dernier match des séries éliminatoires.
Il se blesse à l'épaule avant le début de la saison 2006-2007 et ne joue que 27 matchs.

### Carrière internationale
Il a remporté avec l'équipe de République tchèque cinq titres de Champion du monde en 1996, 1999, 2000, 2001 et 2005, ce qui constitue le record national, qu'il détient en compagnie de David Výborný, vainqueur les mêmes années.
Il a également participé aux Jeux olympiques de 2006 avec l'équipe tchèque qui remporta la médaille de bronze à Turin (Italie).
Il compte 186 sélections en équipe de République tchèque, le record pour un défenseur.

## Statistiques

### En club
| Saison     | Équipe                    | Ligue           |     | Saison régulière | Saison régulière | Saison régulière | Saison régulière | Saison régulière |   | Séries éliminatoires | Séries éliminatoires | Séries éliminatoires | Séries éliminatoires | Séries éliminatoires |
| Saison     | Équipe                    | Ligue           | PJ  | B                | A                | Pts              | Pun              | PJ               | B | A                    | Pts                  | Pun                  |                      |                      |
| 1991-1992  | HC Poldi Kladno           | Tchécoslovaquie | 37  | 1                | 4                | 5                | 8                | -                | - | -                    | -                    | -                    |                      |                      |
| 1992-1993  | HC Poldi Kladno           | Tchécoslovaquie | 49  | 6                | 9                | 15               | 0                | -                | - | -                    | -                    | -                    |                      |                      |
| 1993-1994  | HC Kladno                 | Extraliga       | 52  | 5                | 17               | 22               | 0                | -                | - | -                    | -                    | -                    |                      |                      |
| 1994-1995  | HC Kladno                 | Extraliga       | 48  | 7                | 20               | 27               | 0                | -                | - | -                    | -                    | -                    |                      |                      |
| 1995-1996  | MODO hockey               | Elitserien      | 40  | 5                | 7                | 12               | 34               | 8                | 0 | 1                    | 1                    | 0                    |                      |                      |
| 1996-1997  | MODO hockey               | Elitserien      | 50  | 3                | 11               | 14               | 28               | -                | - | -                    | -                    | -                    |                      |                      |
| 1997-1998  | MODO hockey               | Elitserien      | 46  | 5                | 4                | 9                | 22               | -                | - | -                    | -                    | -                    |                      |                      |
| 1998-1999  | MODO hockey               | Elitserien      | 45  | 15               | 18               | 33               | 4                | 13               | 2 | 5                    | 7                    | 8                    |                      |                      |
| 1999-2000  | Kings de Los Angeles      | LNH             | 37  | 0                | 9                | 9                | 4                | -                | - | -                    | -                    | -                    |                      |                      |
| 1999-2000  | Ice Dogs de Long Beach    | LIH             | 18  | 2                | 8                | 10               | 8                | -                | - | -                    | -                    | -                    |                      |                      |
| 1999-2000  | Lock Monsters de Lowell   | LAH             | 4   | 0                | 2                | 2                | 0                | -                | - | -                    | -                    | -                    |                      |                      |
| 1999-2000  | Thrashers d'Atlanta       | LNH             | 14  | 1                | 6                | 7                | 6                | -                | - | -                    | -                    | -                    |                      |                      |
| 2000-2001  | Thrashers d'Atlanta       | LNH             | 51  | 4                | 11               | 15               | 18               | -                | - | -                    | -                    | -                    |                      |                      |
| 2001-2002  | Thrashers d'Atlanta       | LNH             | 61  | 5                | 20               | 25               | 24               | -                | - | -                    | -                    | -                    |                      |                      |
| 2002-2003  | Thrashers d'Atlanta       | LNH             | 79  | 7                | 19               | 26               | 32               | -                | - | -                    | -                    | -                    |                      |                      |
| 2003-2004  | Thrashers d'Atlanta       | LNH             | 67  | 3                | 26               | 29               | 30               | -                | - | -                    | -                    | -                    |                      |                      |
| 2004-2005  | HC Kladno                 | Extraliga       | 22  | 5                | 11               | 16               | 34               | -                | - | -                    | -                    | -                    |                      |                      |
| 2004-2005  | MODO hockey               | Elitserien      | 8   | 2                | 2                | 4                | 0                | 6                | 1 | 0                    | 1                    | 27                   |                      |                      |
| 2005-2006  | Hurricanes de la Caroline | LNH             | 77  | 6                | 38               | 44               | 46               | 25               | 4 | 9                    | 13                   | 8                    |                      |                      |
| 2006-2007  | Hurricanes de la Caroline | LNH             | 27  | 2                | 6                | 8                | 20               | -                | - | -                    | -                    | -                    |                      |                      |
| 2007-2008  | Hurricanes de la Caroline | LNH             | 80  | 0                | 22               | 22               | 30               | -                | - | -                    | -                    | -                    |                      |                      |
| 2008-2009  | Hurricanes de la Caroline | LNH             | 30  | 1                | 7                | 8                | 8                | 7                | 0 | 1                    | 1                    | 2                    |                      |                      |
| 2009-2010  | HC Kladno                 | Extraliga       | 52  | 4                | 12               | 16               | 70               | 12               | 0 | 5                    | 5                    | 4                    |                      |                      |
| 2010-2011  | HC Eaton Pardubice        | Extraliga       | 52  | 5                | 9                | 14               | 34               | 9                | 0 | 3                    | 3                    | 6                    |                      |                      |
| 2011-2012  | HC Plzeň                  | Extraliga       | 29  | 3                | 10               | 13               | 26               | 8                | 0 | 1                    | 1                    | 2                    |                      |                      |
| Totaux LNH | Totaux LNH                | Totaux LNH      | 523 | 29               | 164              | 193              | 218              | 32               | 4 | 10                   | 14                   | 10                   |                      |                      |

### En équipe nationale
| Année | Équipe              | Compétition                 |    | PJ | B | A | Pts | Pun                |  | Résultat |
| 1991  | Tchécoslovaquie U18 | Championnat d'Europe junior | 5  | 2  | 3 | 5 | 2   | Médaille d'or      |  |          |
| 1992  | Tchécoslovaquie U20 | Championnat du monde junior | 7  | 1  | 0 | 1 | 6   | 5e place           |  |          |
| 1993  | Tchécoslovaquie U20 | Championnat du monde junior | 7  | 0  | 1 | 1 | 4   | Médaille de bronze |  |          |
| 1995  | Tchéquie            | Championnat du monde        | 6  | 0  | 0 | 0 | 0   | 4e place           |  |          |
| 1996  | République tchèque  | Coupe du monde              | 2  | 0  | 0 | 0 | 2   | 8e place           |  |          |
| 1996  | République tchèque  | Championnat du monde        | 8  | 2  | 3 | 5 | 4   | Médaille d'or      |  |          |
| 1997  | République tchèque  | Championnat du monde        | 9  | 0  | 3 | 3 | 0   | Médaille de bronze |  |          |
| 1998  | République tchèque  | Championnat du monde        | 9  | 0  | 4 | 4 | 0   | Médaille de bronze |  |          |
| 1999  | République tchèque  | Championnat du monde        | 10 | 3  | 3 | 6 | 0   | Médaille d'or      |  |          |
| 2000  | République tchèque  | Championnat du monde        | 8  | 2  | 3 | 5 | 6   | Médaille d'or      |  |          |
| 2001  | République tchèque  | Championnat du monde        | 9  | 1  | 0 | 1 | 4   | Médaille d'or      |  |          |
| 2002  | République tchèque  | Championnat du monde        | 7  | 1  | 0 | 1 | 0   | 5e place           |  |          |
| 2004  | République tchèque  | Championnat du monde        | 7  | 0  | 4 | 4 | 6   | 5e place           |  |          |
| 2005  | République tchèque  | Championnat du monde        | 9  | 1  | 0 | 1 | 4   | Médaille d'or      |  |          |
| 2006  | République tchèque  | Jeux olympiques             | 8  | 0  | 1 | 1 | 6   | Médaille de bronze |  |          |